# Isnardus
Pour les articles homonymes, voir Isnard.
Isnardus, ou Isnard, est un prélat du Haut Moyen Âge, quatorzième évêque connu de Nîmes de 858 à 860.